# Peribatodes australaria
Peribatodes australaria là một loài bướm đêm trong họ Geometridae.